# Muricidae
I Muricidi (Muricidae Rafinesque, 1815) sono una famiglia di molluschi gasteropodi della sottoclasse Caenogastropoda. Sono l'unica famiglia della superfamiglia Muricoidea Rafinesque, 1815.
Erano apprezzati sin dall'antichità da Fenici, Greci e Romani poiché da essi si estraeva la porpora per tingere di rosso i tessuti.

## Descrizione
Tutti i muricidi hanno un opercolo corneo e un piede robusto e forte.
Questa famiglia appare nei fossili dell'Aptiano (Cretaceo).

## Biologia
Essi possono perforare il guscio di altri molluschi attraverso l'azione abrasiva della radula unita alla secrezione di particolari enzimi che riescono a dissolverne il duro rivestimento calcareo. Oltre ai molluschi si nutrono di vermi, crostacei e spugne.

## Distribuzione e habitat
La famiglia comprende circa un migliaio di specie distribuite sia nelle regioni tropicali che in quelle temperate.

## Tassonomia
La famiglia è composta da dodici sottofamiglie e oltre 200 generi:

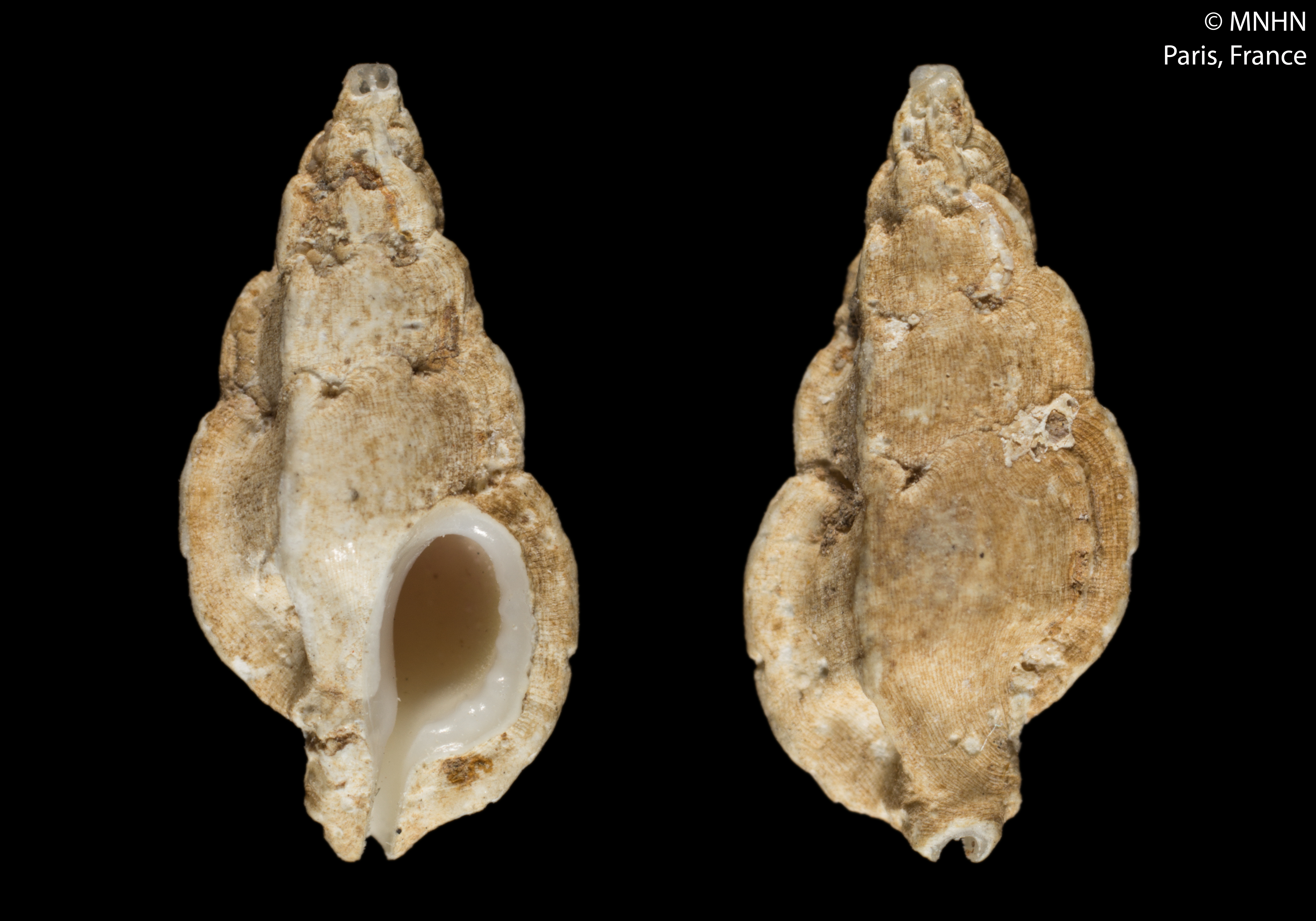
Aspella lozoueti (Aspellinae)

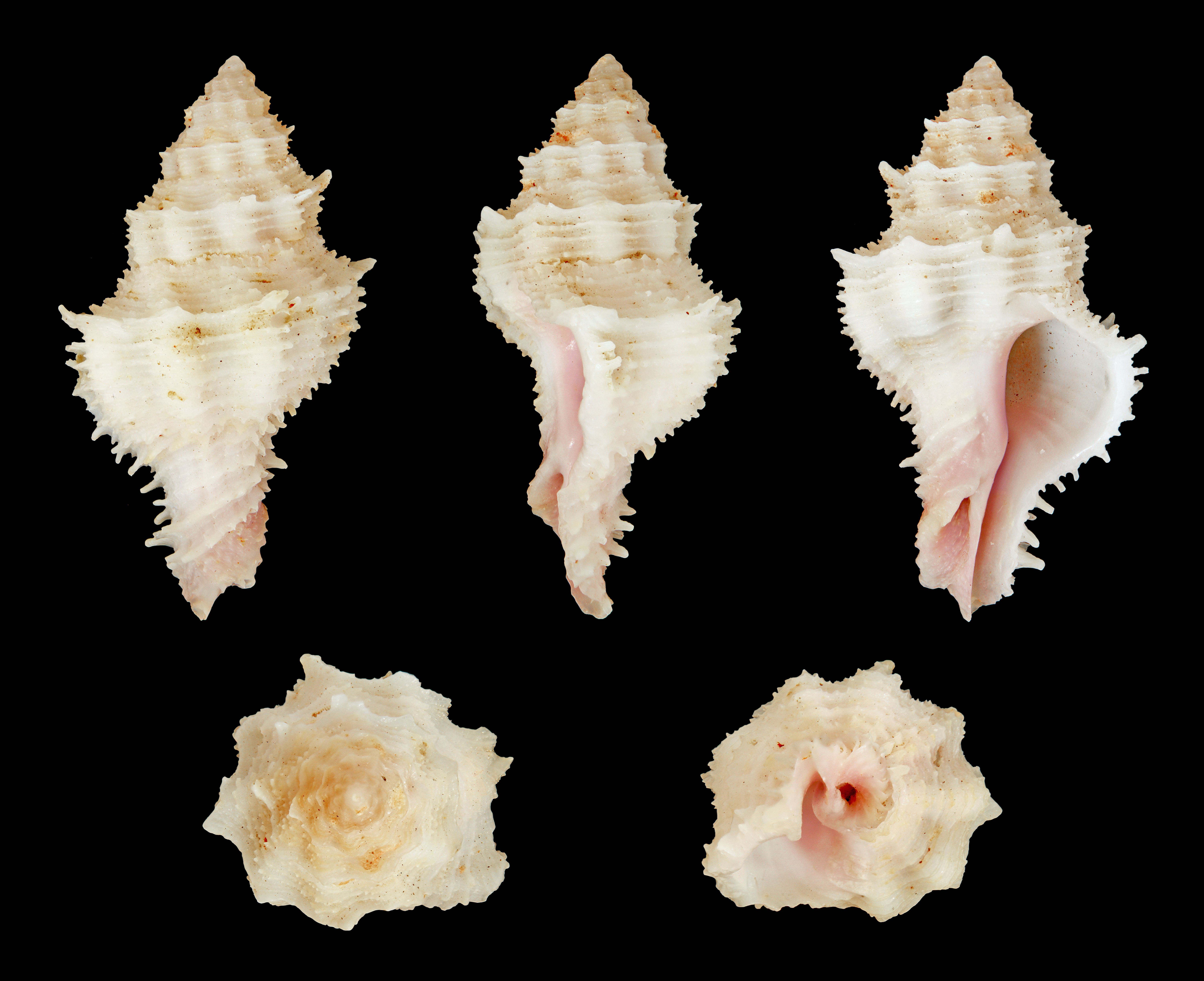
Coralliophila fearnleyi (Coralliophilinae)

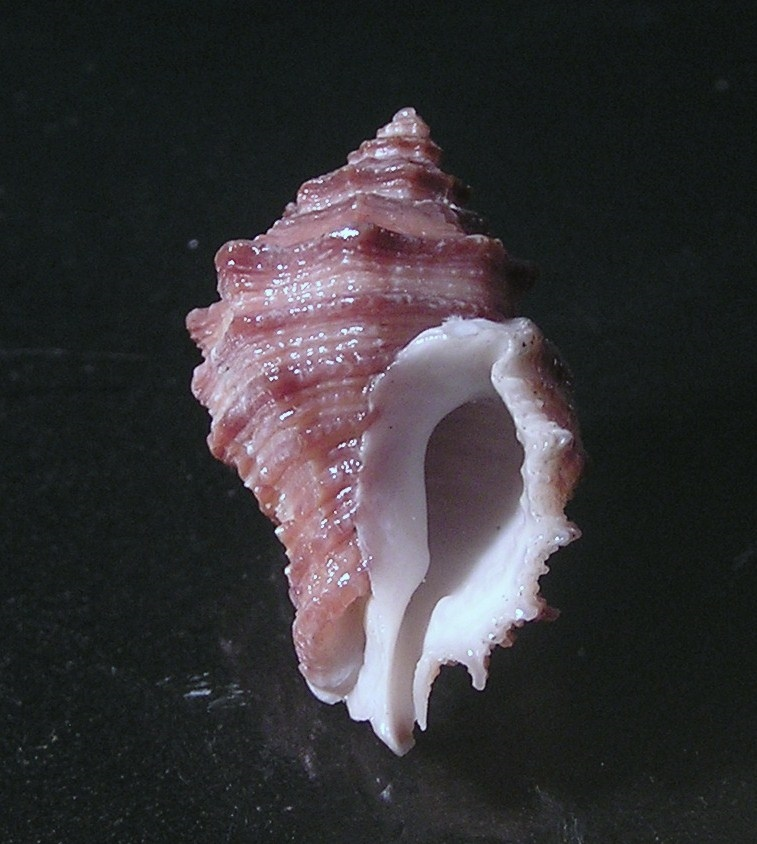
Ergalatax crassulnata (Ergalataxinae)

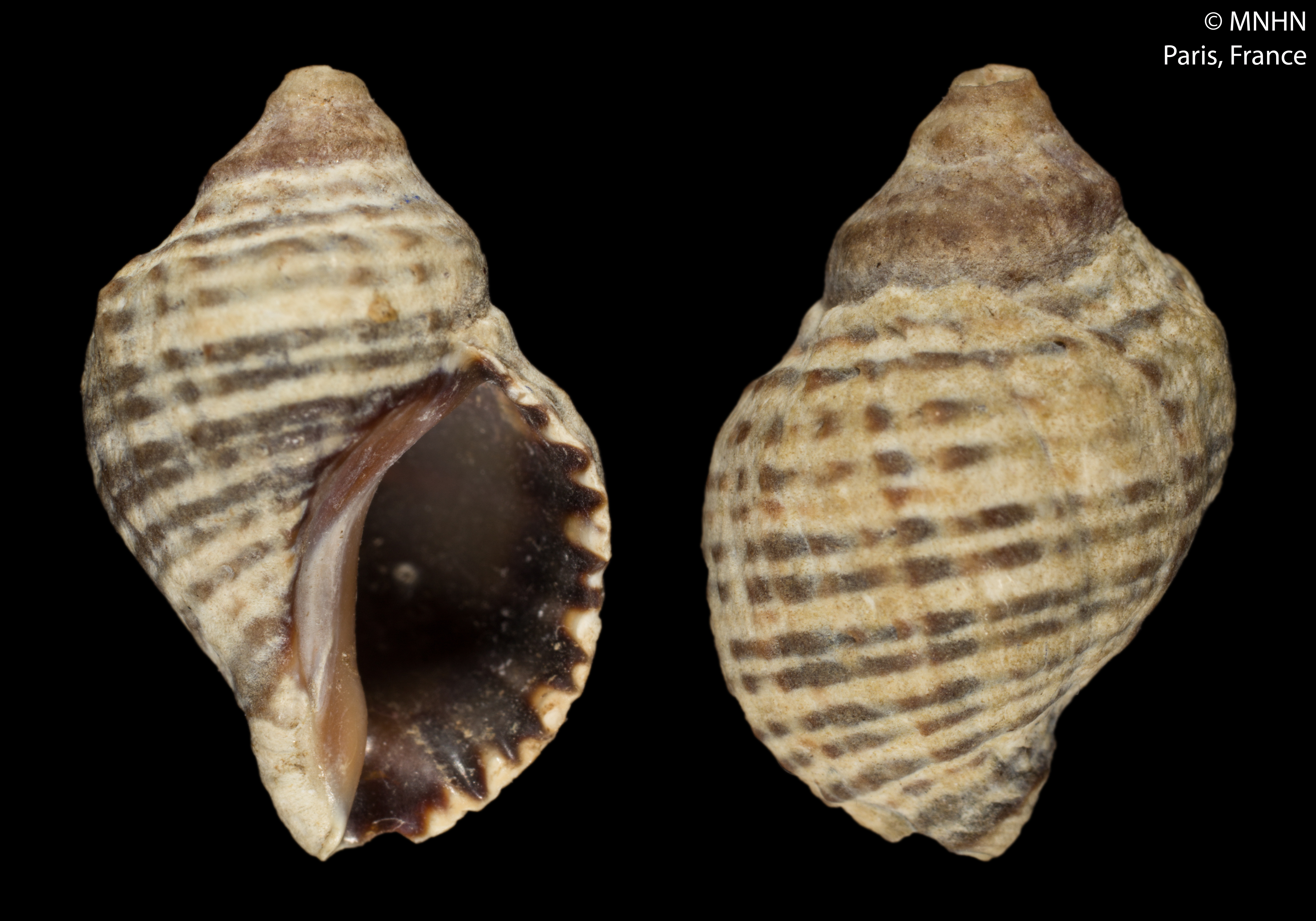
Haustrum scobina (Haustrinae)

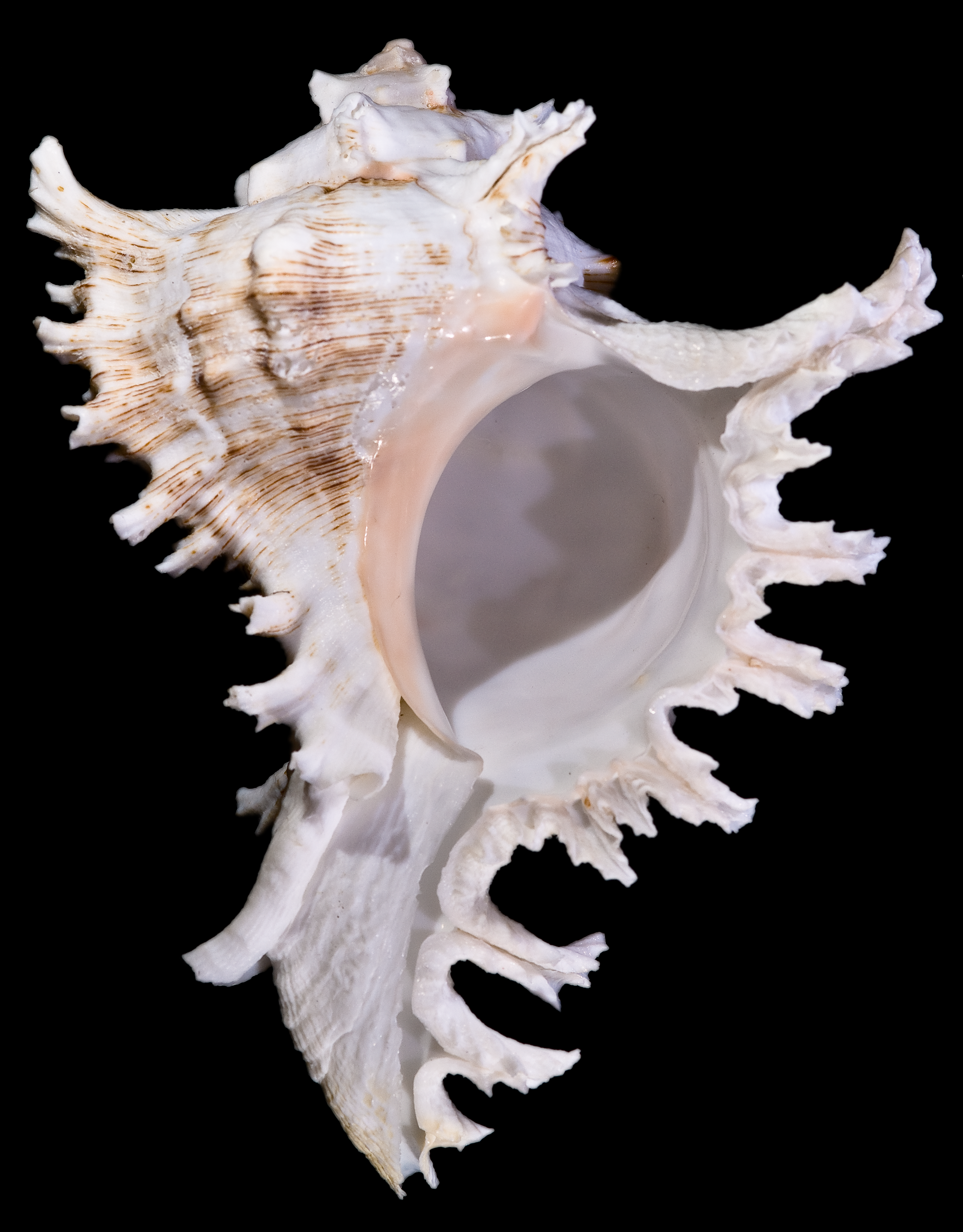
Chicoreus ramosus (Muricinae)

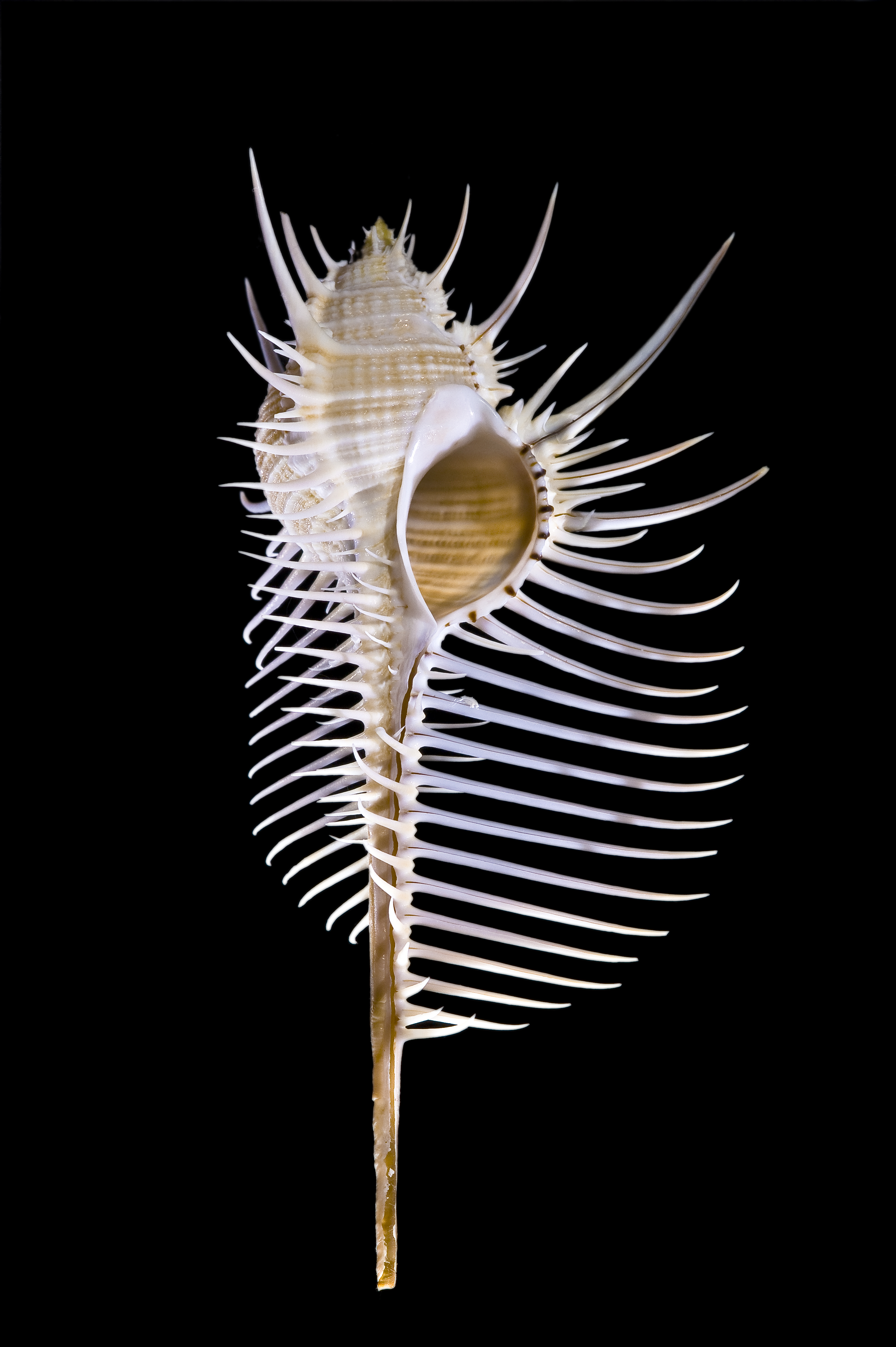
Murex pecten (Muricinae)

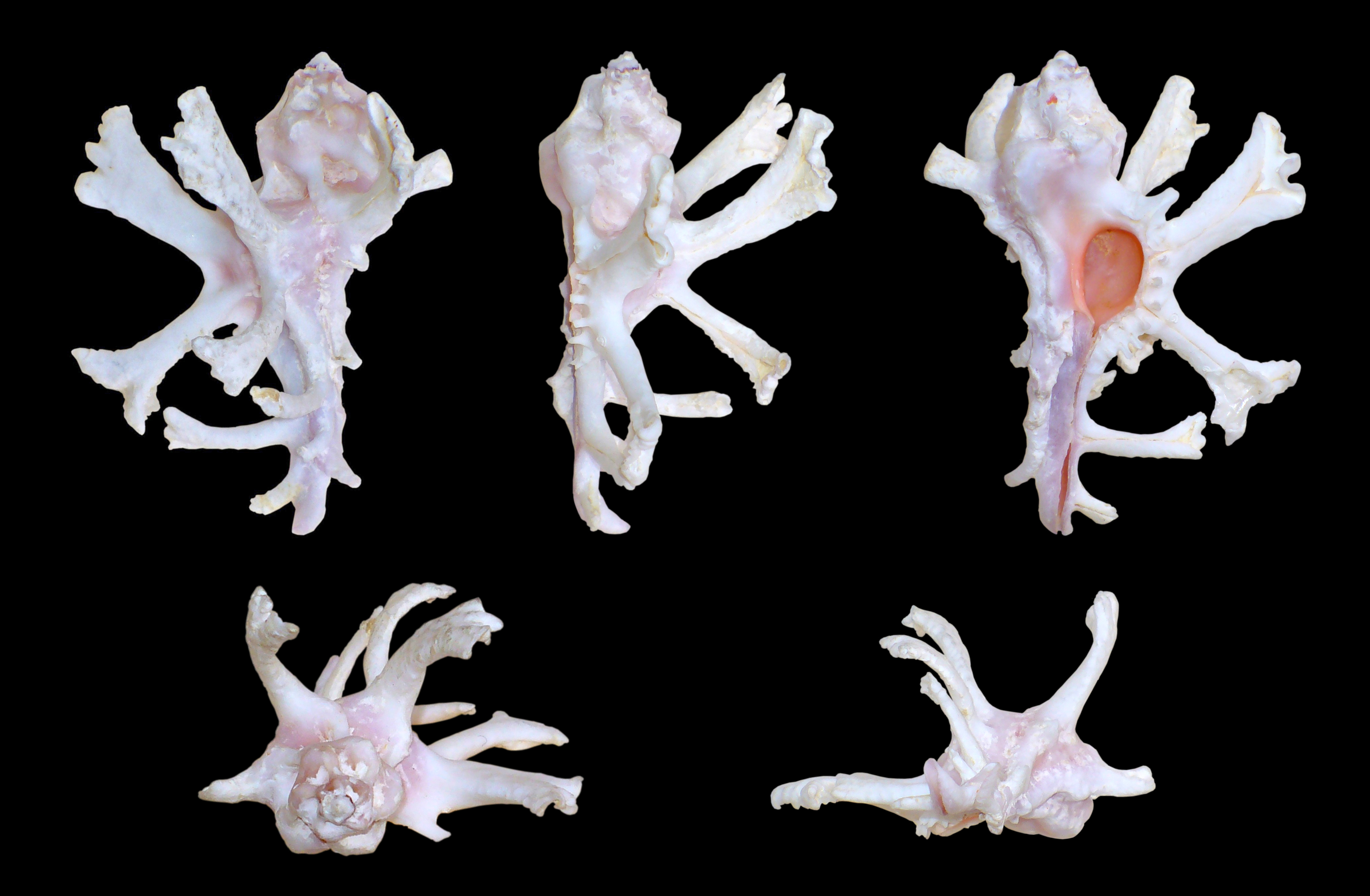
Homalocantha anatomica (Muricopsinae)

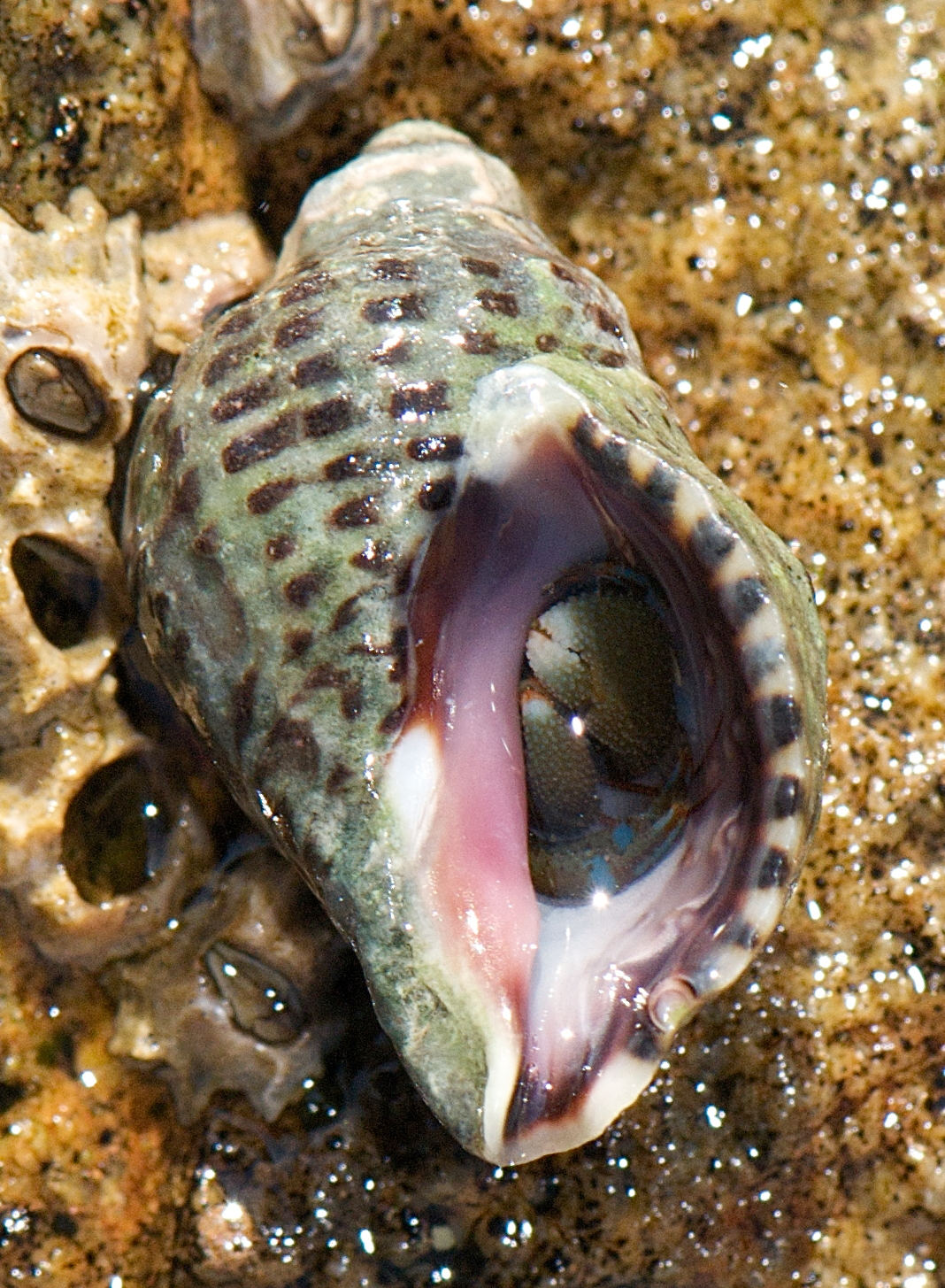
Acanthina punctulata (Ocenebrinae)

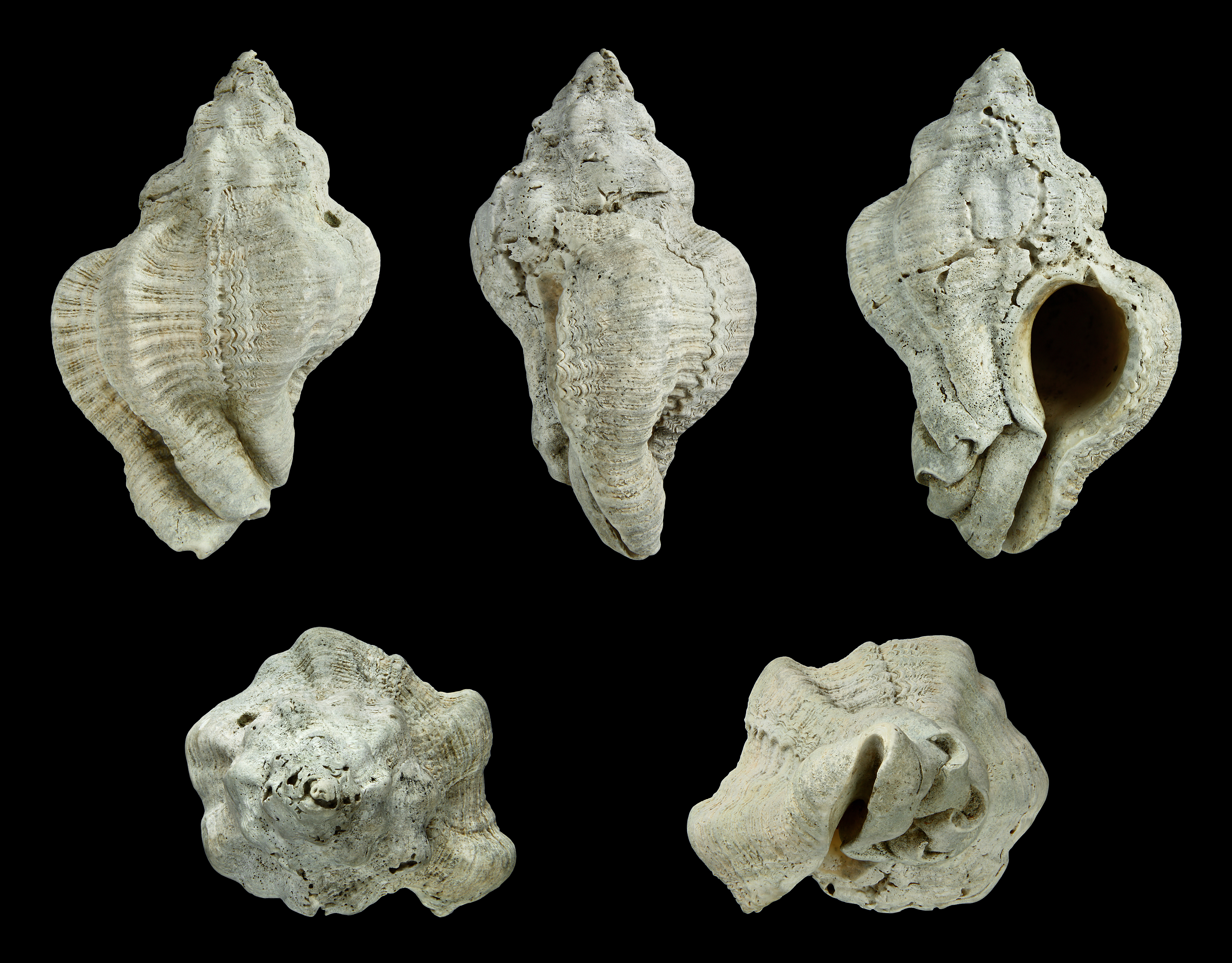
Hadriania trunculata (Ocenebrinae)

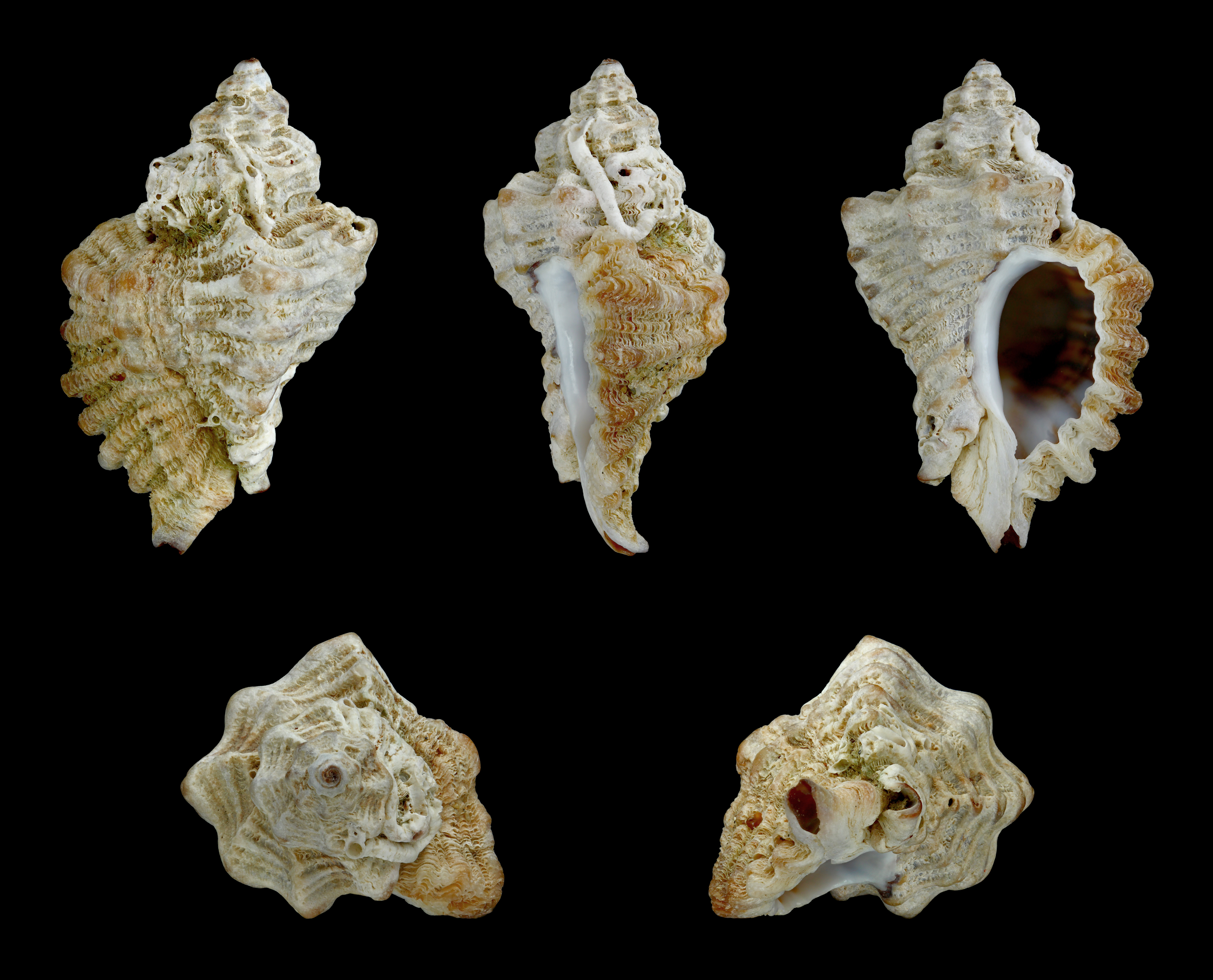
Ocenebra erinaceus (Ocenebrinae)

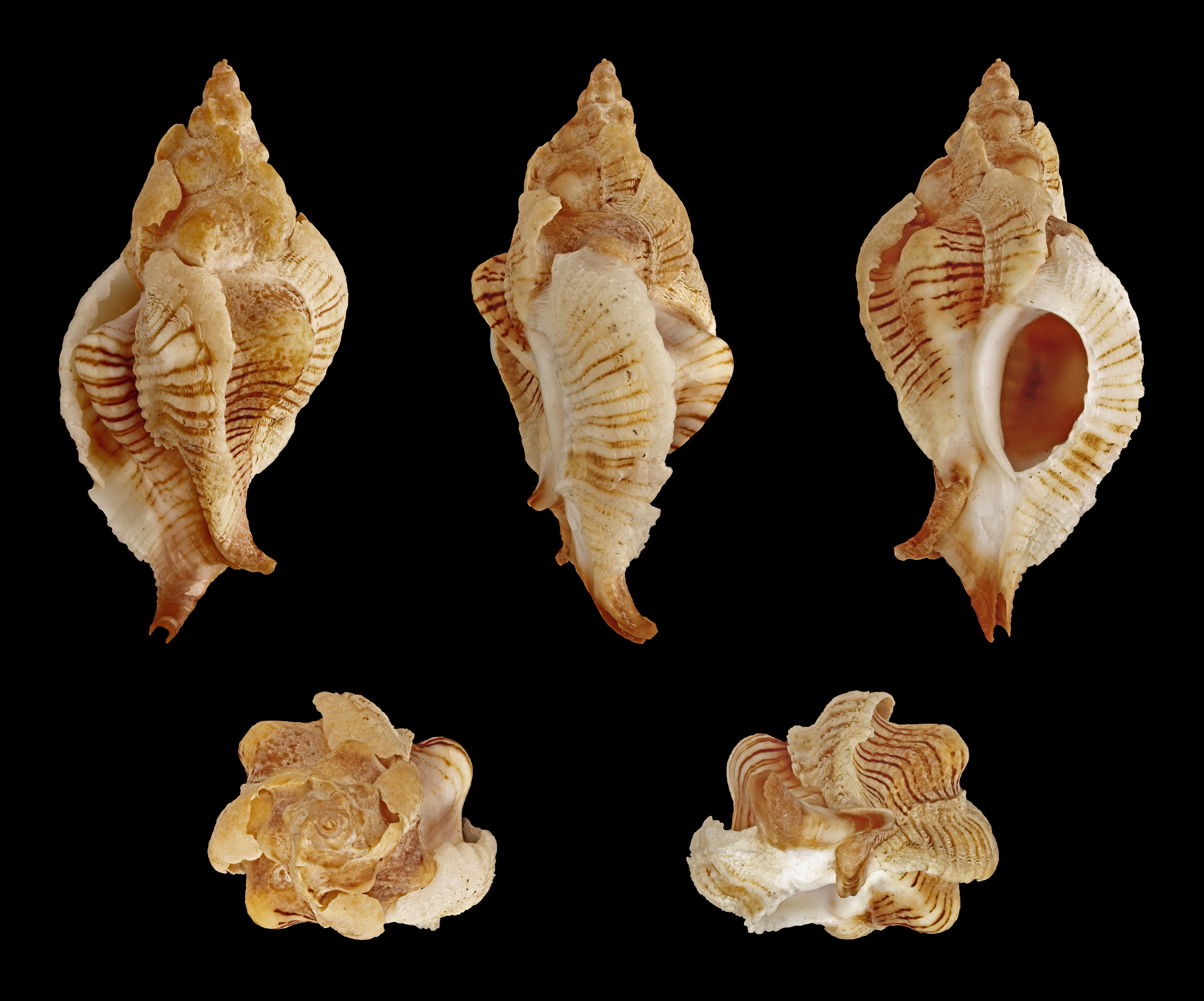
Pteropurpura festiva (Ocenebrinae)

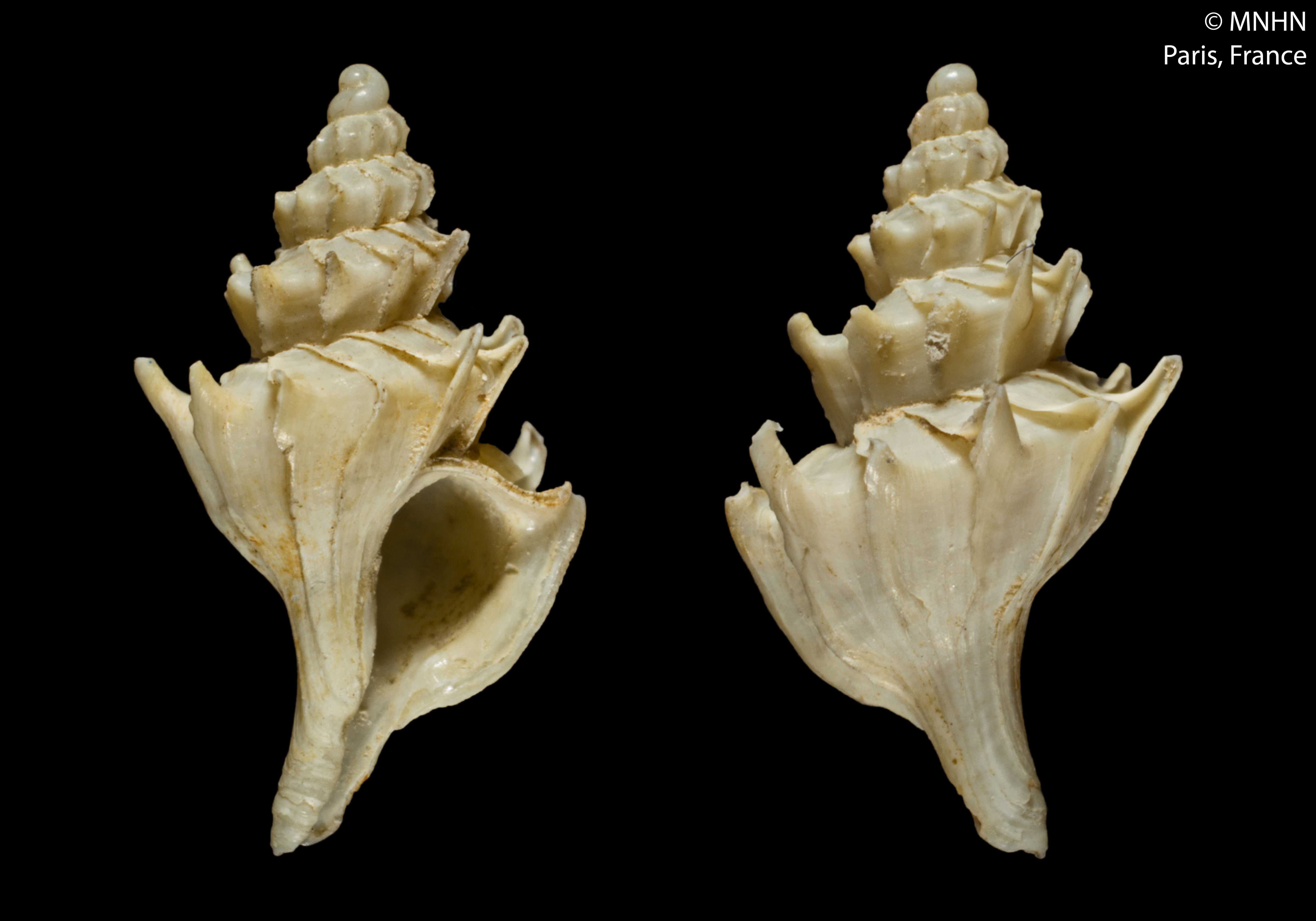
Pagodula pagoda (Pagodulinae)

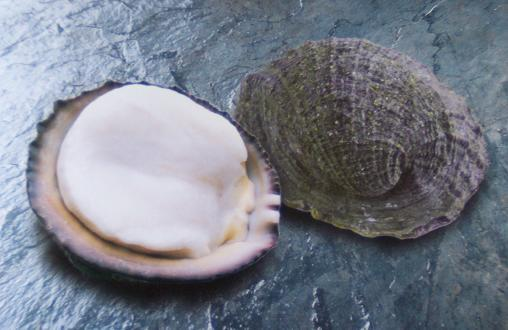
Concholepas concholepas (Rapaninae)

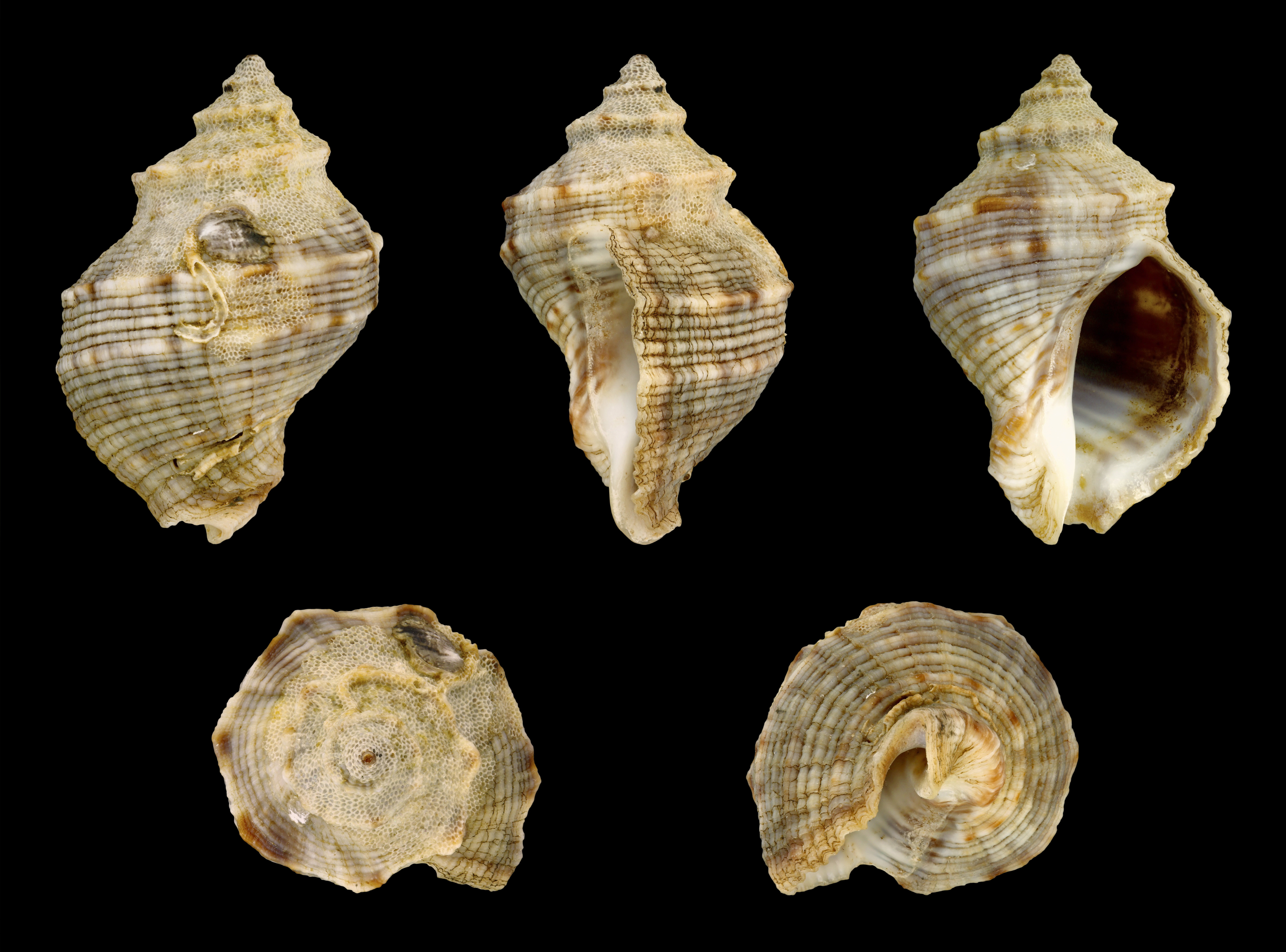
Indothais malayensis (Rapaninae)

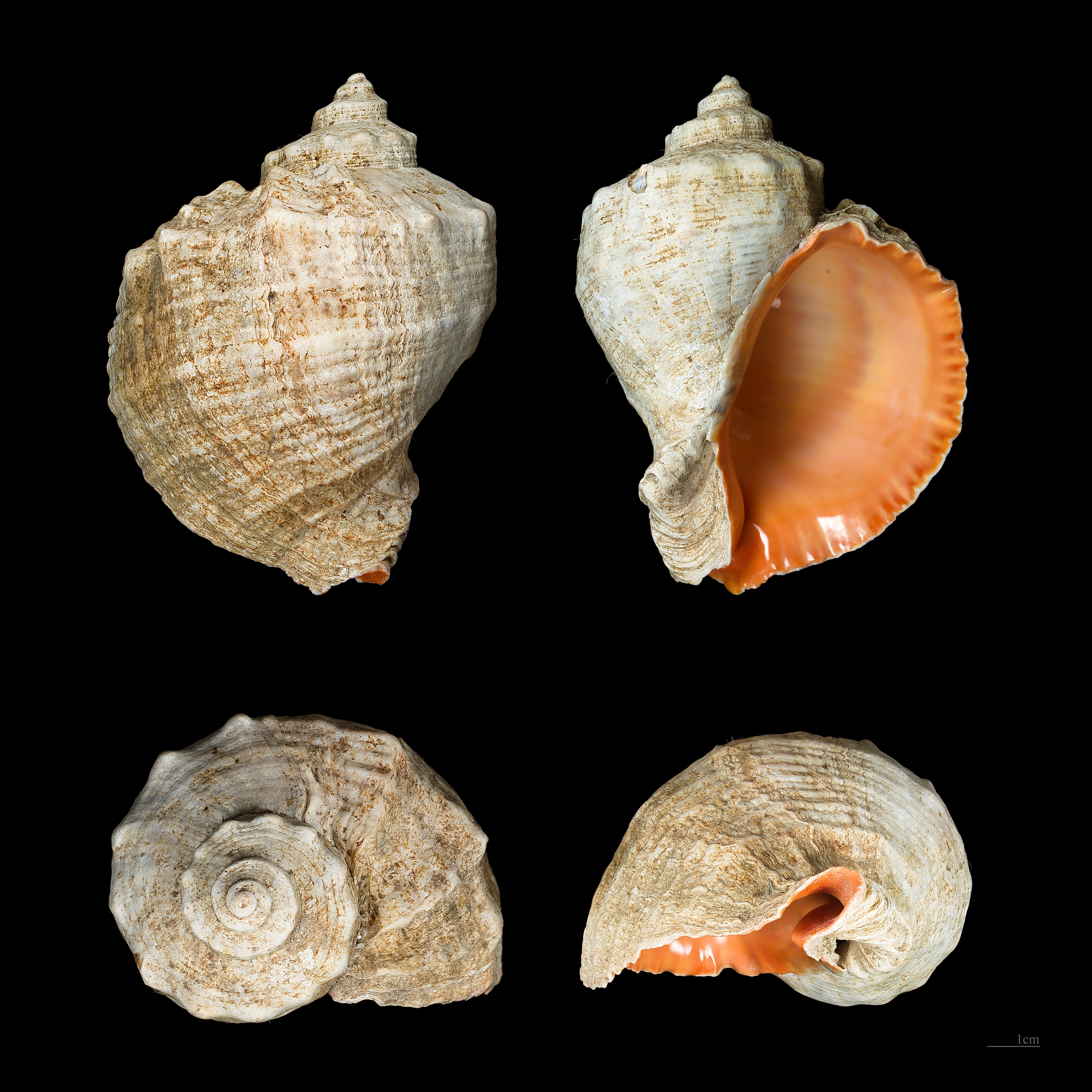
Rapana venosa (Rapaninae)

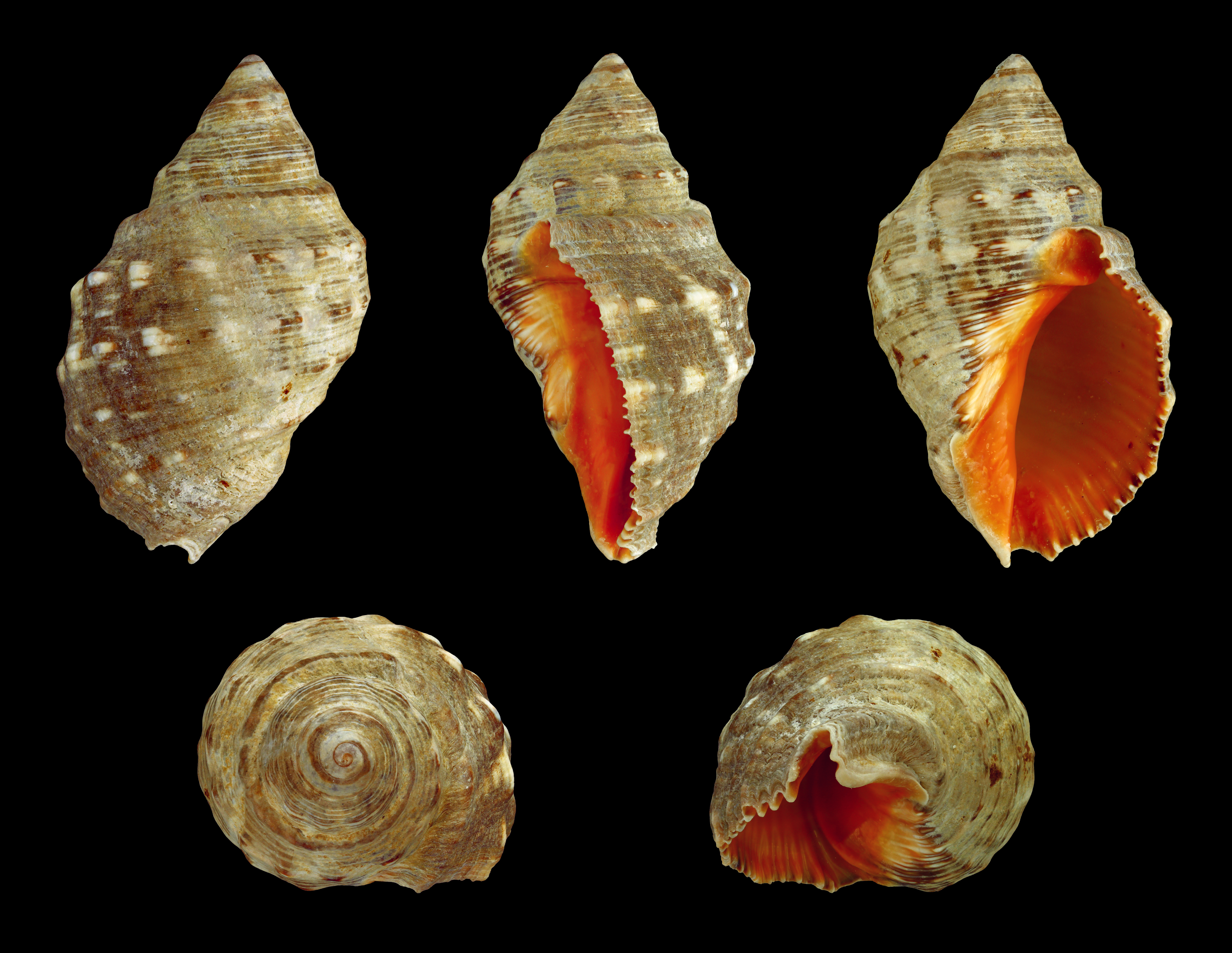
Stramonita haemastoma (Rapaninae)

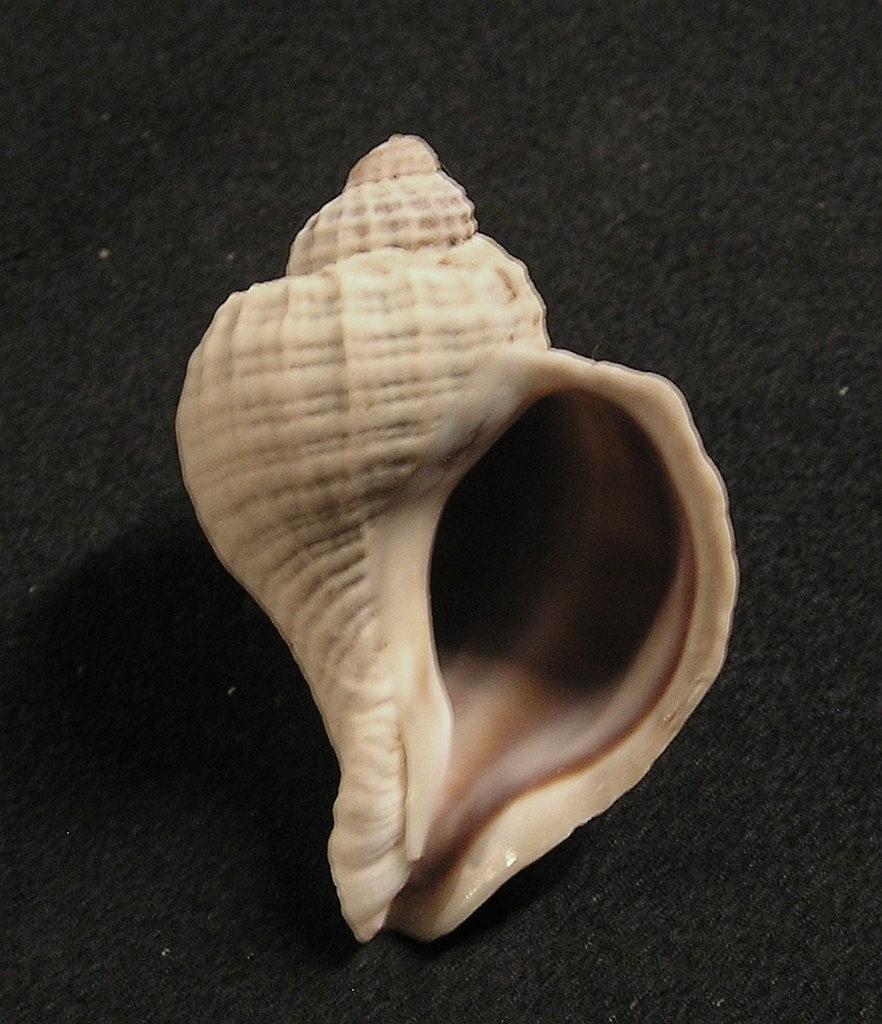
Trophon geversianus (Trophoninae)

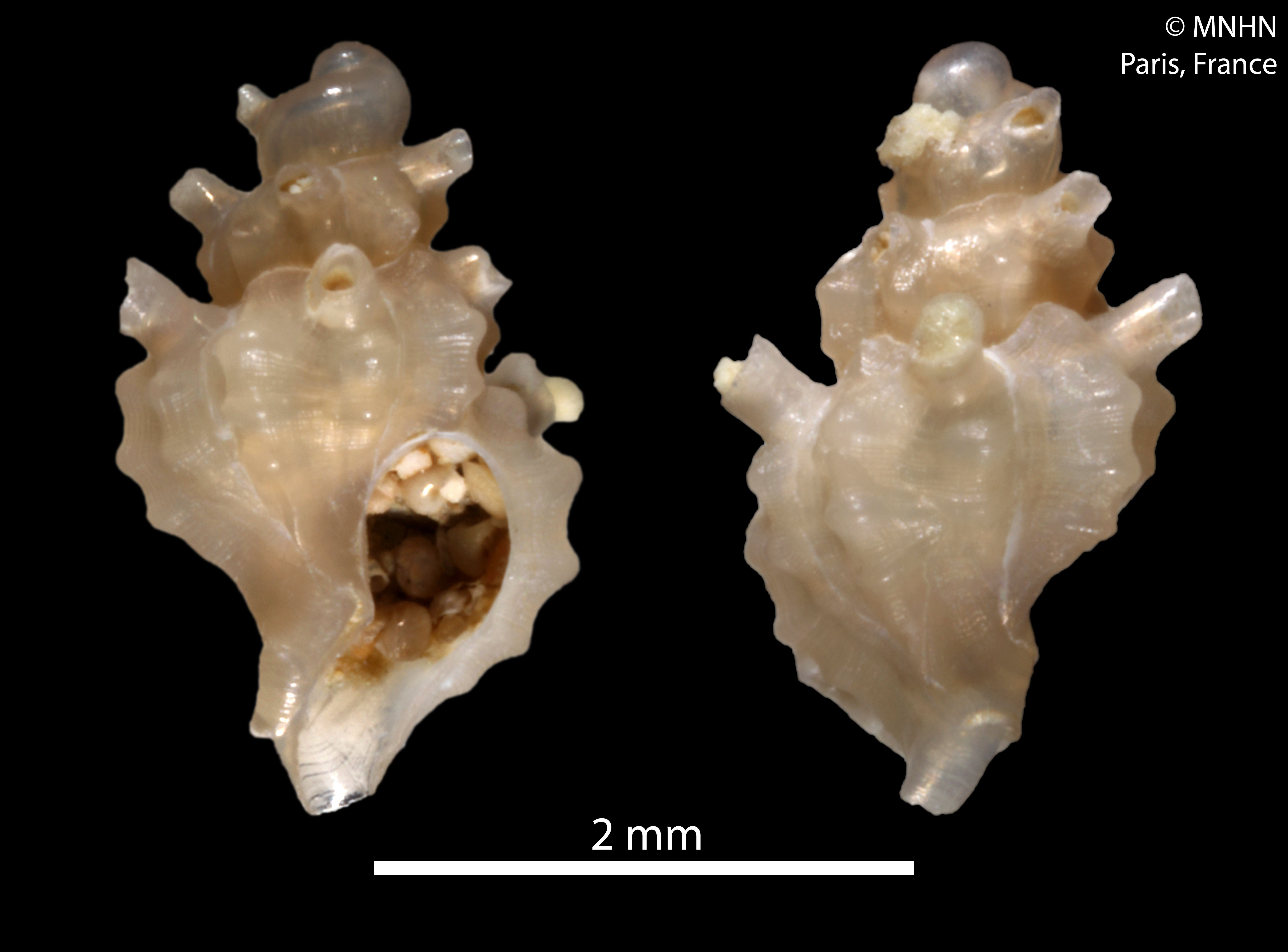
Brasithyphis barrosi (Thyphinae)

- Sottofamiglia Aspellinae Keen, 1971
  - Genere Aspella Morch, 1877.
  - Genere Attiliosa Emerson, 1968.
  - Genere Dermomurex Monterosato, 1890
  - Genere Ingensia  Houart, 2001

- Sottofamiglia Coralliophinae Chenu, 1859
  - Genere Babelomurex  Coen, 1922
  - Genere Coralliophila H. Adams & A. Adams, 1853
  - Genere Emozamia Iredale, 1929
  - Genere Hirtomurex Coen, 1922
  - Genere Latiaxis  Swainson, 1840
  - Genere Leptoconchus  Rüppell, 1835
  - Genere Liniaxis Laseron, 1955
  - Genere Magilus  Montfort, 1810
  - Genere Mipus  de Gregorio, 1885
  - Genere Rapa Röding, 1798
  - Genere Rhizochilus  Steenstrup, 1850

- Sottofamiglia Ergalataxinae Kuroda, Habe & Oyama, 1971
  - Genere Azumamorula Emerson, 1968
  - Genere Bedevina Habe, 1946
  - Genere Claremontiella Houart, Zuccon & Puillandre, 2019
  - Genere Cronia H. Adams & A. Adams, 1853
  - Genere Cytharomorula Kuroda, 1953
  - Genere Daphnellopsis Schepman, 1913
  - Genere Drupella Thiele, 1925
  - Genere Ergalatax Iredale, 1931
  - Genere Lataxiena Jousseaume, 1883
  - Genere Lauta Houart, Zuccon & Puillandre, 2019
  - Genere Lindapterys Petuch, 1987
  - Genere Maculotriton Dall, 1904
  - Genere Morula Schumacher, 1817
  - Genere Murichorda Houart, Zuccon & Puillandre, 2019
  - Genere Muricodrupa Iredale, 1918
  - Genere Oppomorus Iredale, 1937
  - Genere Orania Pallary, 1900
  - Genere Pascula Dall, 1908
  - Genere Phrygiomurex Dall, 1904
  - Genere Spinidrupa Habe & Kosuge, 1966
  - Genere Tenguella Arakawa, 1965
  - Genere Trachypollia Woodring, 1928
  - Genere Usilla H. Adams, 1861
  - Genere Uttleya Marwick, 1934

- Sottofamiglia Haustrinae Tan, 2003
  - Genere Bedeva Iredale, 1924
  - Genere Haustrum Perry, 1811

- Sottofamiglia Muricinae Rafinesque, 1815
  - Genere Bolinus Pusch, 1837
  - Genere Bouchetia Houart & Héros, 2008
  - Genere Calotrophon Hertlein & A. M. Strong, 1951
  - Genere Chicomurex Arakawa, 1964
  - Genere Chicoreus Montfort, 1810
  - Genere † Crassimurex Merle, 1990
  - Genere Flexopteron Shuto, 1969
  - Genere Haustellum Schumacher, 1817
  - Genere Hexaplex Perry, 1810
  - Genere Murex Linnaeus, 1758
  - Genere Naquetia Jousseaume, 1880
  - Genere Paziella Jousseaume, 1880
  - Genere Phyllocoma Tapparone Canefri, 1881
  - Genere Phyllonotus Swainson, 1833
  - Genere Ponderia Houart, 1986
  - Genere Prototyphis Ponder, 1972
  - Genere † Pseudoperissolax B. L. Clark, 1918
  - Genere Pterochelus Jousseaume, 1880
  - Genere Pterynotus Swainson, 1833
  - Genere Purpurellus Jousseaume, 1880
  - Genere Siratus Jousseaume, 1880
  - Genere Timbellus de Gregorio, 1885
  - Genere Vokesimurex Petuch, 1994

- Sottofamiglia Muricopsinae Radwin & D'Attilio, 1971
  - Genere Acanthotrophon Hertlein & A. M. Strong, 1951
  - Genere Bizetiella Radwin & D'Attilio, 1972
  - Genere Eofavartia Merle, 2002
  - Genere Favartia Jousseaume, 1880
  - Genere Homalocantha Mörch, 1852
  - Genere Maxwellia Baily, 1950
  - Genere Murexsul Iredale, 1915
  - Genere Muricopsis Bucquoy & Dautzenberg, 1882
  - Genere Pazinotus E. H. Vokes, 1970
  - Genere Pradoxa F. Fernandes & Rolán, 1993
  - Genere Pygmaepterys E. H. Vokes, 1978
  - Genere Rolandiella B. A. Marshall & K. W. Burch, 2000
  - Genere Subpterynotus Olsson & Harbison, 1953
  - Genere Vitularia Swainson, 1840
  - Genere Xastilia Bouchet & Houart, 1994

- Sottofamiglia Ocenebrinae Cossmann, 1903
  - Genere Acanthina Fischer von Waldheim, 1807
  - Genere Acanthinucella A. H. Cooke, 1918
  - Genere Africanella Vermeij & Houart, 1999
  - Genere † Argenthina Herbert & del Rio, 2005
  - Genere Austrotrophon Dall, 1902
  - Genere Calcitrapessa Berry, 1959
  - Genere † Califostoma Bean & Vermeij, 2016
  - Genere Ceratostoma Herrmannsen, 1846
  - Genere Chicocenebra Bouchet & Houart, 1996
  - Genere Chorus Gray, 1847
  - Genere Crassilabrum Jousseaume, 1880
  - Genere Eupleura H. Adams & A. Adams, 1853
  - Genere † Fenolignum Vermeij & Vokes, 1997
  - Genere Forreria Jousseaume, 1880
  - Genere Genkaimurex Kuroda, 1953
  - Genere Hadriania Bucquoy & Dautzenberg, 1882
  - Genere  † Herminespina DeVries & Vermeij, 1997
  - Genere  † Heteropurpura Jousseaume, 1880
  - Genere Inermicosta Jousseaume, 1880
  - Genere Jaton Pusch, 1837
  - Genere † Lyropurpura Jousseaume, 1880
  - Genere Mexacanthina Marko & Vermeij, 1999
  - Genere † Miocenebra Vokes, 1963
  - Genere Muregina Vermeij, 1998
  - Genere Nucella Röding, 1798
  - Genere Ocenebra Gray, 1847
  - Genere Ocenotrophon McLean, 1995
  - Genere Ocinebrellus Jousseaume, 1880
  - Genere Ocinebrina Jousseaume, 1880
  - Genere Paciocinebrina Houart, Vermeij & Wiedrick, 2019
  - Genere Poropteron Jousseaume, 1880
  - Genere Pteropurpura Jousseaume, 1880
  - Genere Pterorytis Conrad, 1863
  - Genere † Pterynopsis E. H. Vokes, 1972
  - Genere Roperia Dall, 1898
  - Genere † Spinucella Vermeij, 1993
  - Genere Trochia Swainson, 1840
  - Genere Urosalpinx Stimpson, 1865
  - Genere Vaughtia Houart, 1995
  - Genere Vokesinotus Petuch, 1988
  - Genere Xanthochorus P. Fischer, 1884
  - Genere Zacatrophon Hertlein & A. M. Strong, 1951

- Sottofamiglia Pagodulinae Barco, Schiaparelli, Houart & Oliverio, 2012
  - Genere Abyssotrophon Egorov, 1993
  - Genere Axymene Finlay, 1926
  - Genere Boreotrophon P. Fischer, 1884
  - Genere Comptella Finlay, 1926
  - Genere Enixotrophon Iredale, 1929
  - Genere Lenitrophon Finlay, 1926
  - Genere Pagodula Monterosato, 1884
  - Genere Paratrophon Finlay, 1926
  - Genere † Peritrophon Marwick, 1931
  - Genere Poirieria Jousseaume, 1880
  - Genere Terefundus Finlay, 1926
  - Genere Trophonella Harasewych & Pastorino, 2010
  - Genere Trophonopsis Bucquoy & Dautzenberg, 1882
  - Genere † Vesanula Finlay, 1926
  - Genere Xymene Iredale, 1915
  - Genere Xymenella Finlay, 1926
  - Genere Xymenopsis Powell, 1951
  - Genere Zeatrophon Finlay, 1926

- Sottofamiglia Rapaninae Gray, 1853
  - Genere Acanthais Vermeij & Kool, 1994
  - Genere Agnewia Tenison Woods, 1878
  - Genere Concholepas Lamarck, 1801
  - Genere Cymia Mörch, 1860
  - Genere Dicathais Macpherson & Gabriel, 1962
  - Genere Drupa Röding, 1798
  - Genere Drupina Dall, 1923
  - Genere † Edithais Vermeij, 1998
  - Genere Indothais Claremont, Vermeij, S. T. Williams & D. Reid, 2013
  - Genere Mancinella  Link, 1807
  - Genere Menathais Iredale, 1937
  - Genere Nassa Röding, 1798
  - Genere Neorapana A. H. Cooke, 1918
  - Genere Neothais Iredale, 1912
  - Genere Phycothais Tan, 2003
  - Genere Pinaxia H. Adams & A. Adams, 1853
  - Genere Plicopurpura Cossmann, 1903
  - Genere Purpura  Bruguière, 1789
  - Genere Rapana Schumacher, 1817
  - Genere Reishia Kuroda & Habe, 1971
  - Genere Semiricinula Martens, 1879
  - Genere Stramonita Schumacher, 1817
  - Genere Taurasia  Bellardi, 1882
  - Genere Thais Röding, 1798
  - Genere Thaisella Clench, 1947
  - Genere Tribulus H. Adams & A. Adams, 1853
  - Genere Tylothais Houart, 2017
  - Genere Vasula Mörch, 1860
  - Genere Vexilla Swainson, 1840

- Sottofamiglia Tripterotyphinae D'Attilio & Herz, 1988
  - Genere Cinclidotyphis  DuShane, 1969
  - Genere Pterotyphis Jousseaume, 1880
  - Genere † Semityphis K. Martin, 1931
  - Genere Tripterotyphis Pilsbry & H. N. Lowe, 1932

- Sottofamiglia Trophoninae Cossmann, 1903
  - Genere Afritrophon Tomlin, 1947
  - Genere Anatrophon Iredale, 1929
  - Genere Benthoxystus Iredale, 1929
  - Genere Conchatalos Houart, 1995
  - Genere Coronium Simone, 1996
  - Genere Enatimene Iredale, 1929
  - Genere Fuegotrophon Powell, 1951
  - Genere Gemixystus Iredale, 1929
  - Genere Leptotrophon Houart, 1995
  - Genere Litozamia Iredale, 1929
  - Genere Minortrophon Finlay, 1926
  - Genere Nipponotrophon Kuroda & Habe, 1971
  - Genere Nodulotrophon Habe & Ito, 1965
  - Genere Scabrotrophon McLean, 1996
  - Genere Tromina Dall, 1918
  - Genere Trophon Montfort, 1810
  - Genere Warenia Houart, Vermeij & Wiedrick, 2019
  - Genere Xenotrophon Iredale, 1929

- Sottofamiglia Typhinae Cossmann, 1903
  - Genere Brasityphis Absalão & Santos, 2003
  - Genere Distichotyphis Keen & G. B. Campbell, 1964
  - Genere Haustellotyphis Jousseaume, 1880
  - Genere Laevityphis Cossmann, 1903
  - Genere Lyrotyphis Jousseaume, 1880 †
  - Genere Monstrotyphis Habe, 1961
  - Genere Pilsbrytyphis Woodring, 1959 †
  - Genere Rugotyphis Vella, 1961 †
  - Genere Siphonochelus Jousseaume, 1880
  - Genere Typhina Jousseaume, 1880
  - Genere Typhinellus Jousseaume, 1880
  - Genere Typhis Montfort, 1810
  - Genere Typhisala Jousseaume, 1881
  - Genere Typhisopsis Jousseaume, 1880

Dei Muricidi fa anche parte un genere non assegnato ad alcuna sottofamiglia:
- Genere Actinotrophon Dall, 1902